# Senegal ai Giochi della XVIII Olimpiade
Il Senegal partecipò ai Giochi della XVIII Olimpiade, svoltisi a Tokyo dal 10 al 24 ottobre 1964, con una delegazione di dodici atleti tutti iscritti a competizioni dell'atletica leggera.
Per la nazione africana, a quattro anni dal conseguimento dell'indipendenza, fu la prima partecipazione olimpica. Non furono conquistate medaglie.